# Костел францисканців (Перемишль)
Костел святої Марії Магдалини та монастир францисканців — культова споруда і монастир ордену францисканців в м. Перемишль (нині Підкарпатського воєводства, Польща). Розташований в історичній частині міста неподалік греко-католицького Собору святого Івана Хрестителя.

## Історія
Близько 1235 року до Перемишля прибули два францисканці (мінорити), вислані папою Григорієм IX для поширення латинського католицизму на Русі. Їх прийняв місцевий коваль Андрій Серен, що згодом став римо-католиком, а перед смертю записав ченцям свій дім і сад. Після захоплення Галичини польсько-угорськими феодалами на цьому місці 1375 року за сприяння першого римо-католицького єпископа Перемишля Еріха з Візену побудували дерев'яний костел і монастир Марії Магдалини для францисканців. Цей костел згорів, за припущеннями, 1410 року. Про новий костел є згадка за 15 липня 1474 року.
1754 року гвардіан Григорій Островський (пол. Grzegorz Ostrowski), розпочав будівництво нового костелу францисканців у Перемишлі, яке було пов'язане з приготуваннями до коронації ікони Матері Божої Непорочної, що перебувала у власності монастиря францисканців, а її планували встановити у головному вівтарі. 26 травня 1754 року посвятили наріжний камінь нової будівлі.
У будівельній документації за березень 1761 року занотовано, що львівський «сницар» Петро Полейовський (львівський різьбяр і архітектор, правдоподібно, учень Бернарда Меретина і Йогана Пінзеля) уклав контракт на виготовлення великого вівтаря для костелу, в якому має бути три вівтарі вартістю 7000 злотих, отримав 1000 злотих завдатку. 1776 року виконали дах та сигнатурку.
19 липня 1778 року єпископ Юзеф Тадеуш Керський (пол. Józef Tadeusz Kierski) посвятив костел.
Львівський скульптор Себастьян Фесінгер у 1759–1760 роках виконав статуї святих Антонія та Егідія перед фасадом костелу.
Львівський майстер Станіслав Строїнський разом із помічником Томасом Ґертнером виконали декорацію інтер'єрів костелу.

## Опис
Головний вівтар (автор проєкту Петро Полейовський) архітектурний, мальований на зелено, з позолотою (також позолочені його колони та рокайлеві елементи). Має багатопланову структуру центральної частини, яка на плані є відкритим еліпсом.). Елементом, який інтегрує структуру головного вівтаря, є вгнуто-випукла стіна, яка разом з цоколем творить тло для колон і фігур. Головний вівтар має шість різьблених статуй: у середній частині — святих Петра і Павла, збоку від них — святого Франциска з Асижу та блаженного Дунса Скота, скраю — персоніфікації Віри і Надії, висунуті вперед. Фігура святого Петра повторює уклад статуї святого Йосифа в головному вівтарі костелу в Городенці.
Вівтар бічної нави мальований на зелено, з позолотою.

## Мистецька проблематика
Петро Полейовський — автор проекту головного вівтаря в костелі, який є одним з найбільш ефектних досягнень в галузі «малої архітектури» в Галичині. Багатопланова структура центральної частини вівтаря схожа на головний вівтар Городенківського костелу — новаторської роботи в середовищі серед митців Львова й околиць.
Проповідальниця в костелі належить до групи, яка постала як результат діяльності львівської школи в другій половині XVIII ст. і є формами схожою на проповідальницю в Городенківському костелі, яку проєктував Бернард Меретин, а виконав майстер Пінзель.

## Галерея

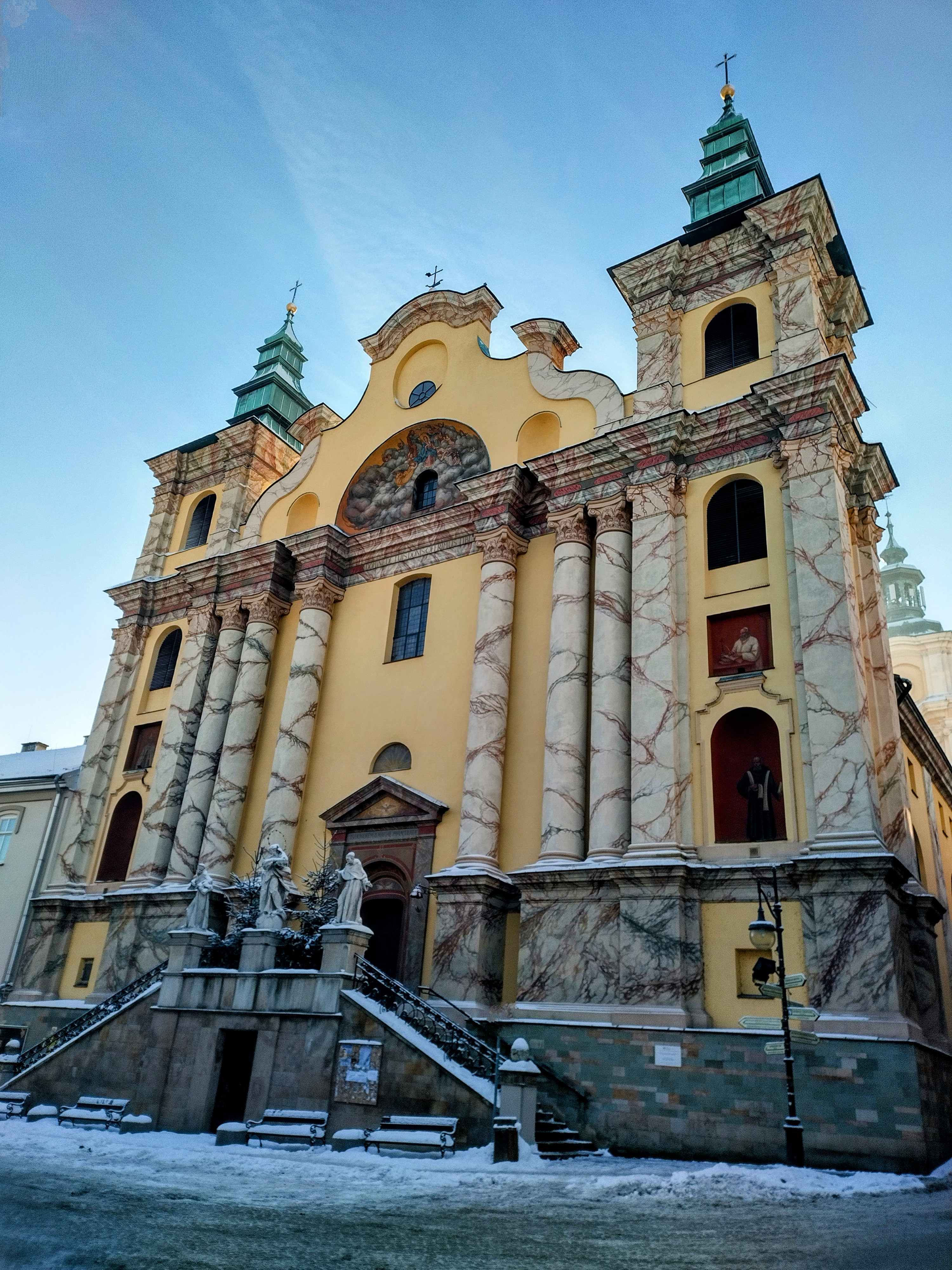
Фасад костелу францисканців взимку 2024 року
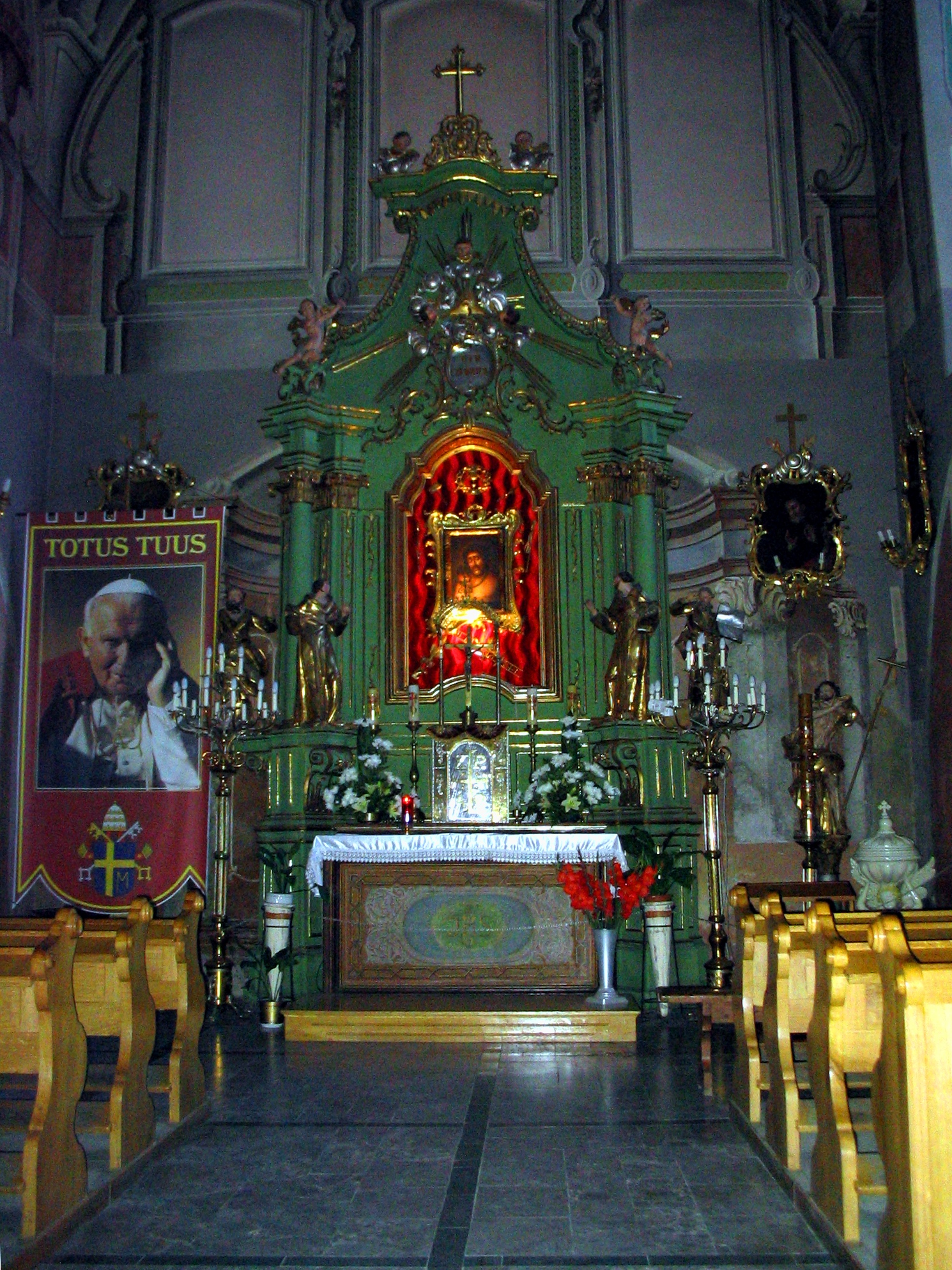
Вівтар бічної нави
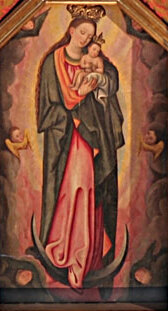
Образ Непорочної Богоматері